# Toe
toe（トー）は、日本のポストロックバンドである。2000年結成。

## 概要
山嵜廣和、美濃隆章、山根さとし、柏倉隆史の4人からなるインストゥルメンタルを中心としたバンド。2000年の結成から今日に至るまで日本のポストロックシーンを牽引してきたのみならず、数々の欧米ツアーを成功をさせるなど国内外で活躍している。メジャーレコード会社とは契約せず、自主レーベルMachu Picchu Industrias（マチュピチュ・インダストリアス）を立ち上げて音源を発表している。海外ではTopshelf Records（トップシェルフレコーズ）などからCDやレコードをリリースしている。
音楽と仕事を両立させるというスタイルで知られ、メンバー全員がバンド活動とは別にそれぞれ本業を持っている。ギタリストの山㟢廣和はインテリアデザイナー、ベーシストの山根敏史はファッションデザイナー、ギタリストの美濃隆章はレコーディングエンジニア、ドラマーの柏倉隆史はセッションミュージシャンとしての顔を持ち、それぞれtoeにとどまらず幅広く活動している。
楽曲はインストが多いが、ギターの山㟢廣和がボーカルをとる曲や、CHARA、木村カエラ、原田郁子（クラムボン）、土岐麻子、オオスミ（SHAKKAZOMBIE）などゲストボーカルを迎えた曲もある。

## メンバー
- 山嵜 廣和（やまざき ひろかず、Yamazaki Hirokazu） - ギター担当
  - 神奈川県横浜市出身[5]。
  - Dove（Smelling Cuntsから改名）の元メンバー。
  - 企画バンドMONTEROZA 4950のメンバー。
  - 内装インテリア・店舗設計デザイン株式会社Metronome Inc. 代表。内装デザイナーとして中目黒のセレクトショップ「Vendor」や学芸大学駅のレコードショップ「Jazzy Sport」、ホテル「Anteroom KYOTO」のファサード/共用部分などを手がけている[3]。
  - 音楽制作者としてフジテレビドラマ『ライフ』の劇伴やユニクロのwebCM「UNIQLO INNOVATION PROJECT Web」テーマソングのプロデュースなどを手掛ける。
- 美濃 隆章（みの たかあき、Mino Takaaki） - ギター担当
  - 神奈川県横浜市出身[6]。音楽学校メーザー・ハウスギター科卒業[7]。
  - popcatcher、REACHの元メンバー。
  - レコーディング・エンジニアとして、miaou、SOUR、bonobos、sgt.、ゲスの極み乙女。などを手掛ける[8]。
- 山根 敏史（やまね さとし、Yamane Satoshi） - ベース担当
  - モード学園ファッションデザイン学科卒業[9]。
  - fragment、Doveの元メンバー。
  - ファッションデザイナーとしてバッグブランドのF/CE.®（エフ シーイー）とアパレルブランドのso far（ソーファー）の2ブランドを展開する[10]。1997年からMEN'S BIGIでデザイナーとしてのキャリアを積み、2004年からクロックス日本支社の立ち上げに参画[10][11]。2010年に独立し、自身の会社オープン・ユアアイズ（株）を設立[10][11]。
- 柏倉 隆史（かしくら たかし、Kashikura Takashi） - ドラムス担当
  - 神奈川県川崎市出身[12]。旧県立川崎南高校卒業。
  - DAMAGE、REACHの元ドラマー[13][14]。またSUEMITSU & THE SUEMITHのオリジナルメンバーとしてドラム・シンバル・タンバリンを担当していた[15]。
  - toeと並行して、the HIATUSのメンバーとしても活動する[13]。
  - サポートドラマーとして、木村カエラ、ACO、SUEMITSU & THE SUEMITH、コトリンゴ、黒木渚、ももいろクローバーZといったミュージシャンのレコーディング、ライブに参加している[13][14]。

## ディスコグラフィー

### 配信限定
- ordinary days（2011年3月18日）

東北地方太平洋沖地震の被災地支援のためiTunes Store等で配信されているデジタルシングル。
配信手数料のみを差し引いた売り上げがジャパン・プラットフォーム、もしくはセーブ・ザ・チルドレンに寄付される。
- Mother (feat. ILL-BOSSTINO & 5lack)（2023年6月21日）

## ミュージックビデオ
| 監督              | 曲名                                                            |
| Satoshi Tsukamoto | 「月、欠け」                                                    |
| euphoria FACTORY  | 「After Image」                                                 |
| 不明              | 「everything means nothing」「past and language」「グッドバイ」 |

## 主なライブ

### ワンマンライブ・主催イベント
- 2010年02月08日〜03月06日 - "For Long Tomorrow" release tour 2010
- 2013年03月12日 - 変わるものと変わらぬもの volume. 06
- 2013年06月20日 - 変わるものと変わらぬもの volume.07
- 2014年03月04日〜06日 - ele-king presents 「toe / collections of colonies of bees Japan tour 2014」
- 2014年10月11日 - 変わるものと変わらぬもの volume.08(特別編)
- 2015年10月01日〜12月11日 - 変わるものと変わらぬもの volume.09 ～ 3rd full length album "HEAR YOU"release tour ～

### 出演イベント
- 2006年03月03日 - スペースシャワー列伝 第60巻 ～蛇崩(じゃくずれ)の宴～
- 2006年12月31日 - COUNTDOWN JAPAN 06/07
- 2007年07月29日 - FUJI ROCK FESTIVAL '07
- 2008年04月27日 - ARABAKI ROCK FEST.08
- 2008年05月05日 - ROVO presents MDT Festival 2008
- 2009年06月20日 - enemies with toe
- 2009年08月14日 - RISING SUN ROCK FESTIVAL 2009 in EZO
- 2010年04月02日 - THE ALBUM LEAF JAPAN TOUR 2010
- 2010年07月30日 - FUJI ROCK FESTIVAL '10
- 2010年11月02日 - New Audiogram ver.4 -1102east-
- 2010年12月26日 - BRAHMAN presents tantrism vol.7
- 2011年08月13日 - SUMMER SONIC 2011
- 2011年12月22日 - 木村カエラ presents オンナク祭オトコク祭
- 2012年02月26日 - DEVILOCK NIGHT THE FINAL
- 2012年04月21日 - KAIKOO POPWAVE FESTIVAL 2012
- 2012年05月27日 - Room special-CONPASS opening party
- 2012年06月28日 - "KESEN ROCK TOKYO" round.10
- 2012年07月29日 - FUJI ROCK FESTIVAL '12
- 2012年08月07日 - LIQUIDROOM 8th ANNIVERSARY presents "UNDER THE INFLUENCE"
- 2012年10月08日 - Ron Zacapa presents DATE COURSE PENTAGON ROYAL GARDEN 2012
- 2012年10月12日・13日 - Tangled Hair Japan Tour 2012
- 2012年10月20日 - 森、道、市場 2012
- 2012年10月21日 - BOROFESTA 2012
- 2012年11月10日 - サイダーインク presents 「半日」
- 2012年12月19日 - 木村カエラ presents オンナク祭オトコク祭 2012
- 2013年01月18日 - OUTERMIND III
- 2013年04月30日 - ～60th Anniversary～ "Oyaide Electric Live"
- 2013年05月18日 - GREENROOM FESTIVAL '13
- 2013年07月13日 - KESEN ROCK FESTIVAL'13
- 2013年07月21日 - JOIN ALIVE 2013
- 2013年09月15日 - New Acoustic Camp 2013
- 2013年11月09日 - JG NETS PRESENTS 「toe vs OVERGROUND ACOUSTIC UNDERGROUND」
- 2013年12月02日 - SKSD
- 2013年12月13日 - STEREO RECORDS 8th ANNIVERSARY "夜明け前 其の三十"
- 2014年03月08日 - Booked!
- 2014年03月28日 - downy x toe
- 2014年12月06日 - YOUR SONG IS GOODの超2日間 2014
- 2015年02月16日 - Booked! Feat. MINERAL JAPANTOUR
- 2015年02月28日 - GOODNESS team presents "GOODNESS onsen #1
- 2015年06月27日 - envy「Atheist's Cornea- release tour 2015」
- 2015年07月26日 - FUJI ROCK FESTIVAL '15
- 2015年10月08日 - BRAHMAN「尽未来際 ～畏友～」
- 2015年10月11日 - STARS ON 15